# Олексюк Мирон Йосипович

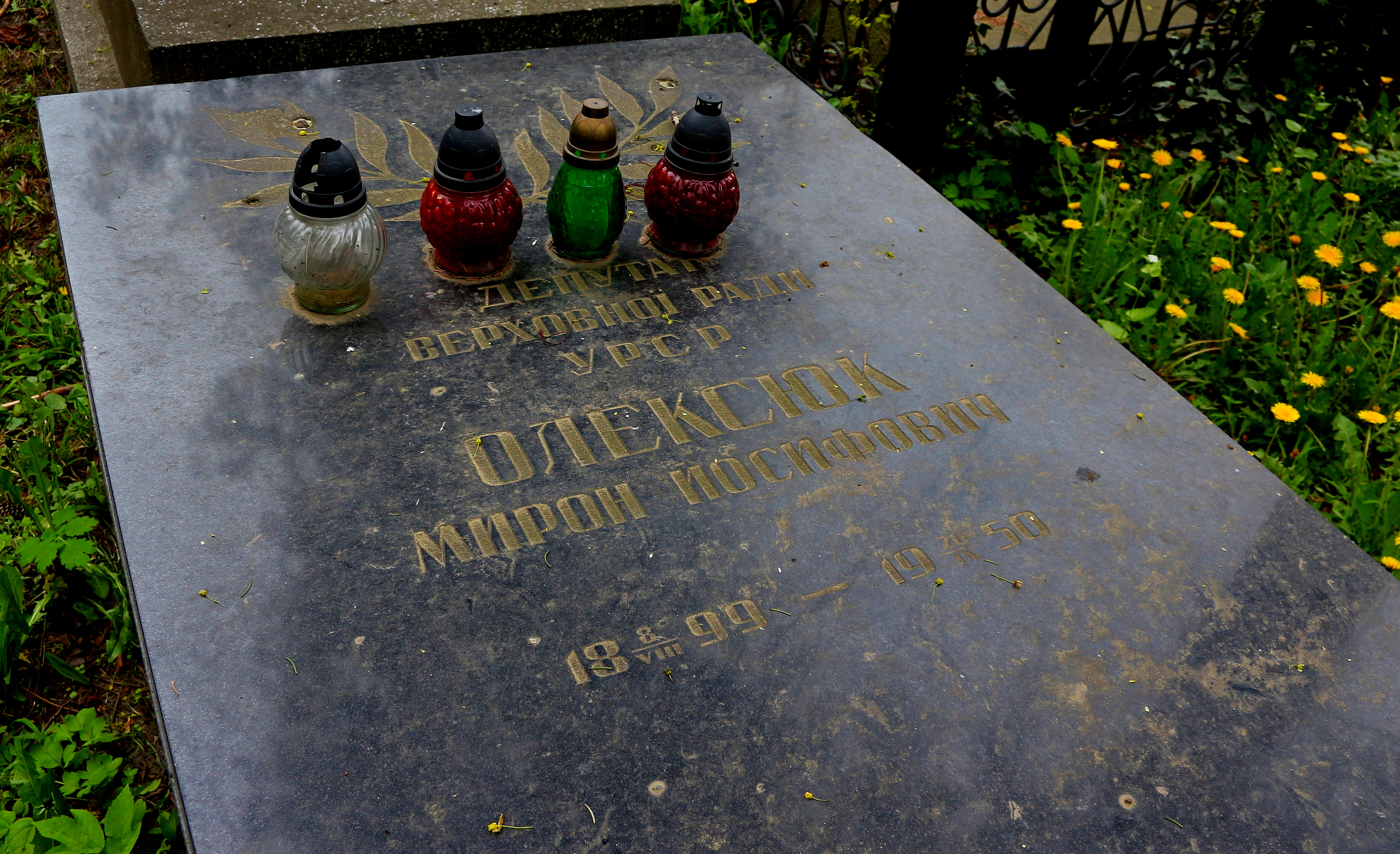

Миро́н Йо́сипович Олексю́к (8 серпня 1899, село Пониква, Австро-Угорщина, тепер Бродівського району Львівської області — 26 вересня 1950, місто Львів) —  український радянський діяч, член ЦК КПЗУ, голова Бродівського райвиконкому Львівської області, голова правління Львівської обласної спілки споживчої кооперації. Депутат Верховної Ради УРСР 2-го скликання.

## Життєпис
Народився в селянській родині. Навчався у Бродівській класичній гімназії.
Влітку 1920 року працював у повітовому революційному комітеті в місті Бродах, вступив добровольцем у 45-ту дивізію Червоної армії, у складі якої боровся проти польських військ. З квітня 1921 року вчився на курсах політруків у місті Вінниці, а з 1922 року працював у «Першому Державному театрі імені Шевченка» в Умані.
Повернувшись у Східну Галичину, з 1925 року працював помічником слюсаря на Пониквівському пивному заводі Бродівського повіту, очолив профспілку та організував страйк робітників, за що був звільнений з роботи. Був одним з керівників Бродівського повітового комітету Комуністичної партії Західної України (КПЗУ). На початку 1932 року заарештований польською владою за участь у комуністичній партії і засуджений на чотири роки ув'язнення. У 1932–1936 роках — у в'язниці міста Дрогобича.
Вийшовши на волю, у 1936 році був секретарем Львівського підміського окружного комітету Комуністичної партії Західної України (КПЗУ), потім — секретарем Стрийського окружного комітету КПЗУ, обирався членом ЦК КПЗУ та ЦК «Сельробу». У середині 1937 року вдруге заарештований та засуджений на півтора року ув'язнення. До кінця 1938 року перебував у золочівській та львівській в'язницях, хворів на туберкульоз.
Після окупації Галичини Червоною армією, у вересні 1939 року очолив Тимчасове управління в місті Бродах. У жовтні 1939 року обирався депутатом Народних зборів Західної України. На першій сесії Народних зборів Західної України проголошував Декларацію про встановлення радянської влади в Західній Україні.
У 1939—1941 роках — заступник голови Тимчасового управління Бродівського повіту, заступник голови виконавчого комітету Бродівської районної ради депутатів трудящих, заступник голови виконавчого комітету Бродівської міської ради депутатів трудящих.
На початку німецько-радянської війни був евакуйований разом з родиною в Коломацький район Харківської області, згодом — до міста Джамбул Казахської РСР. Працював на відповідальних посадах в органах постачання сільськогосподарських продуктів.
У травні 1944—1949 років — голова виконавчого комітету Бродівської районної ради депутатів трудящих.
Член ВКП(б) з грудня 1944 року.
У 1949—вересні 1950 року — голова правління Львівської обласної спілки споживчої кооперації. 
Помер у Львові , похований на 1 полі Личаківського цвинтаря.
Батько Мирослава Олексюка — українського вченого, філософа, директора Інституту суспільних наук АН УРСР у Львові.

## Нагороди
- орден Трудового Червоного Прапора (23.01.1948)
- орден Вітчизняної війни 2-го ступеня (1.02.1945)
- ордени
- медалі